# Putana
Putana (také  Jorgenca, Jorgencal, nebo Machuca) je v současnosti neaktivní stratovulkán, nacházející se v Chile, blízko hraníc s Bolívií. Sopka je součástí většího vulkanického komplexu, táhnoucího se přibližně ve směru sever-jih. Poslední erupce byla datována do roku 1810 ± 10 let, ale někteří vědci tuto erupci zpochybňují. Neexistují žádné historické popisy činnosti sopky a její výzkum je obtížný kvůli její odlehlosti a špatné dostupnosti. V roce 2012 byly poprvé měřeny emise plynů, jejichž teplota se pohybuje kolem 85 °C. Sopka produkuje 36 až 121 tun oxidu siřičitého denně.
Vrchní vrstvy sopky jsou tvořeny převážně lávovými proudy a lávovými dómy převážně dacitového složení, nesou znaky ledovcového opracování, pocházejícího ze čtvrtohorního zalednění. Nejmladší produkty jsou více bazické – andezity až bazalty.

## Externí odkazy

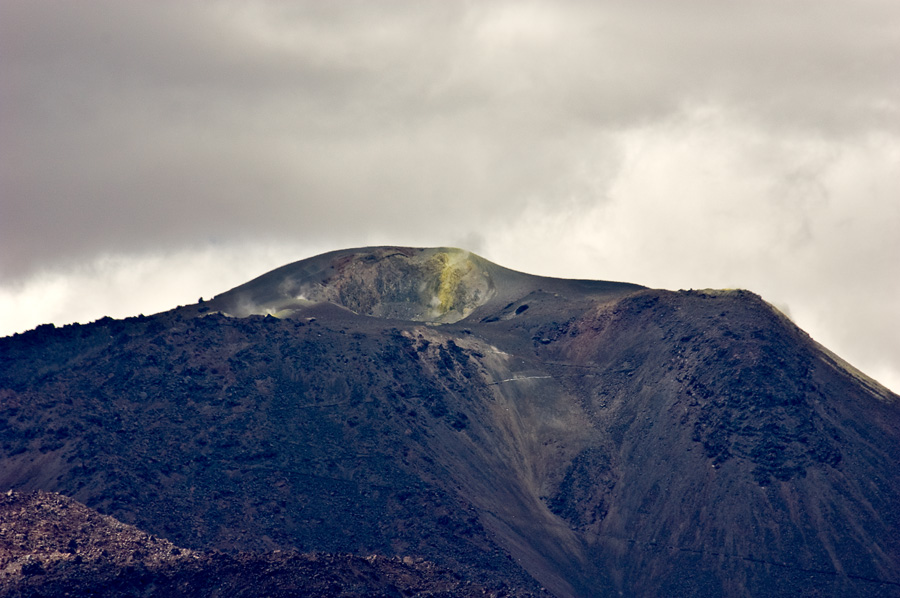
Fumaroly na vrcholu Putany